# Пайваньский язык

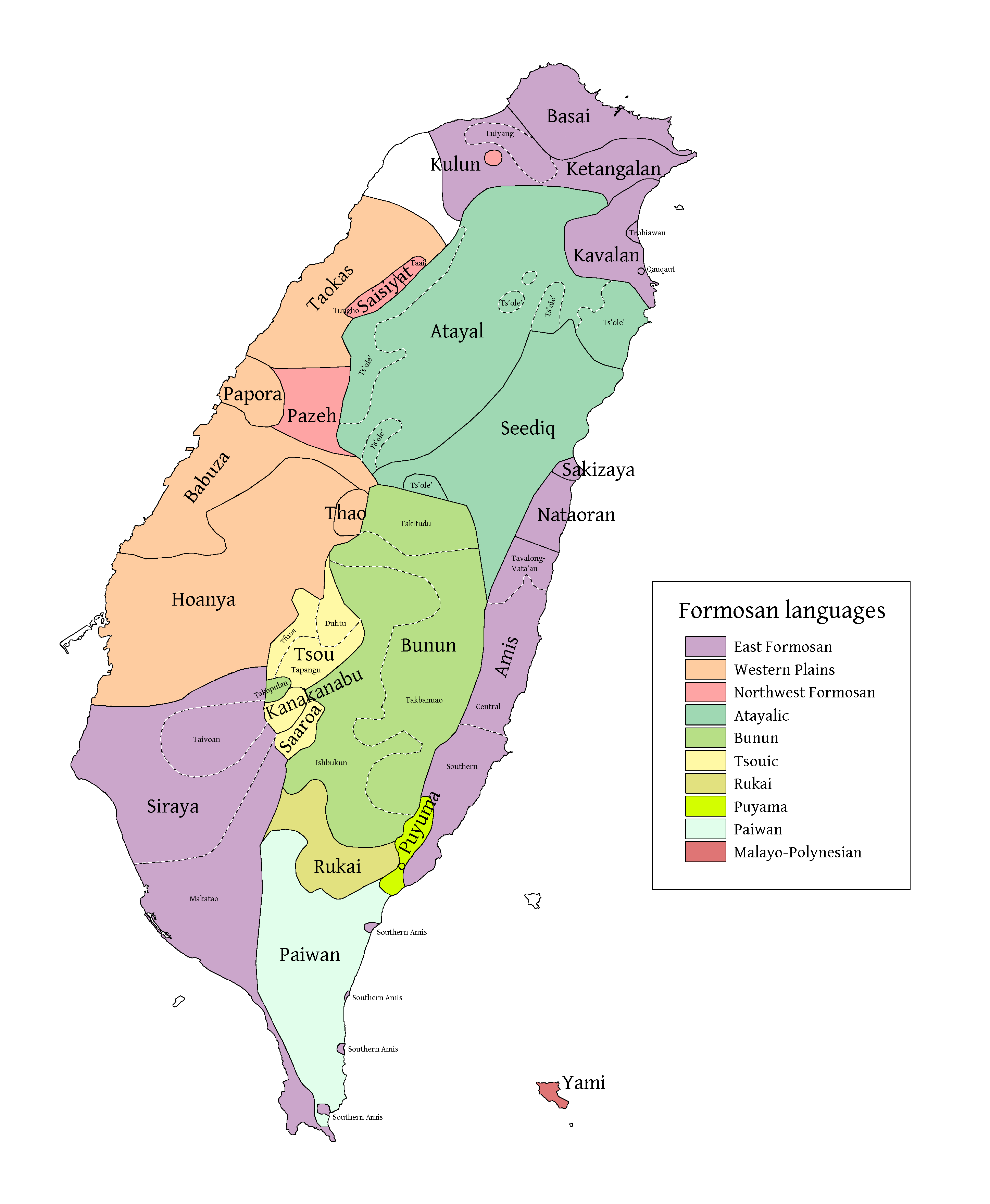
Аборигенные языки Тайваня

Пайваньский язык (англ. Paiwan) — язык коренного населения Тайваня, народа пайван, в основном распространен на юге Тайваня: в уездах Пиндун и Тайдун.

## Генеалогическая и ареальная информация
Пайваньский язык принадлежит австронезийской языковой семье и входит в парафилетическую формозскую группу, где является единственным в своей подгруппе.
Пайваньский язык распространен в прибрежных районах юго-восточного Тайваня. С ним соседствуют и долгое время контактируют языки пуюма и рукай.

## Социолингвистическая информация
По данным ресурса "Этнолог", количество носителей пайваньского языка — 15 000 человек. На количество тех, кто может свободно разговаривать на пайваньском языке, оказывают влияние крупные языки, такие как севернокитайский, на которых ведется обучение в школе. Язык находится под угрозой исчезновения.
Выделяют четыре диалекта пайваньского языка:
- восточный пайваньский (Тайдун);
- северный пайваньский (северный Пиндун);
- центральный пайваньский (центральный Пиндун);

- западный пайваньский (западный Пиндун).

Диалекты могут быть разделены на две группы в зависимости от того, что происходит с палатальными зубными смычными: юго-восточные диалекты их сохраняют, в то время как в северо-западных палатальные зубные смычные и соответствующие веляризованные зубные смычные не различаются.

## Список использованной литературы
1. Chang, Anna Hsiou-chuan (2006). A Reference Grammar of Paiwan (Ph.D. thesis). Australian National University.
2. https://www.ethnologue.com/language/pwn/
3. Blust, Robert. 2013. The Austronesian Languages.
4. Ferrell, Raleigh (1982). Paiwan Dictionary. Pacific Linguistics Series C – No. 73. Canberra: The Australian National University.
5. Yumin Huang. 2018. Aspects of the morphosyntax of North Jinfeng Paiwan — with a focus on deixis.